# Johanna Andersson (präst)
Johanna Andersson, tidigare Almer, född 1962, är en svensk teolog i religionsvetenskap, tidigare präst i Svenska kyrkan, ledamot i Kyrkomötet, och jämlikhetssamordnare på Chalmers tekniska högskola.
Andersson anmälde Svenska kyrkan till JämO 2003, då hon ansåg att kvinnoprästmotståndarna hade en alltför stark ställning i Svenska kyrkan. Hon var sommarvärd i P1:s radioprogram sommar den 16 juni 2003 och har hållit betraktelser i radioprogrammet Helgsmål i Sveriges Radio P1. Hon är med i tankesmedjan Fri Tanke som grundats av humanisternas ordförande Christer Sturmark. Hon disputerade i september 2019 på avhandlingen Den nödvändiga manligheten. Om maskulinitet som soteriologisk signifikant i den svenska debatten om prästämbete och kön.
Hon var, tillsammans med Annika Borg och Helena Edlund, initiativtagare till facebookgruppen "Mitt kors", som började som en kampanj för att uppmärksamma förföljelse av kristna. Den grundades i samband med terrordådet i Normandie i juli 2016, då Jacques Hamel, en fransk romersk-katolsk präst hölls som gisslan och mördades av islamister. Kampanjen väckte kritik bland annat från Svenska kyrkan för att vara polariserande och det ledde till att Andersson begärde utträde ur Svenska kyrkan, och därmed förlorade rätten att verka som präst.